# Doug Burgum

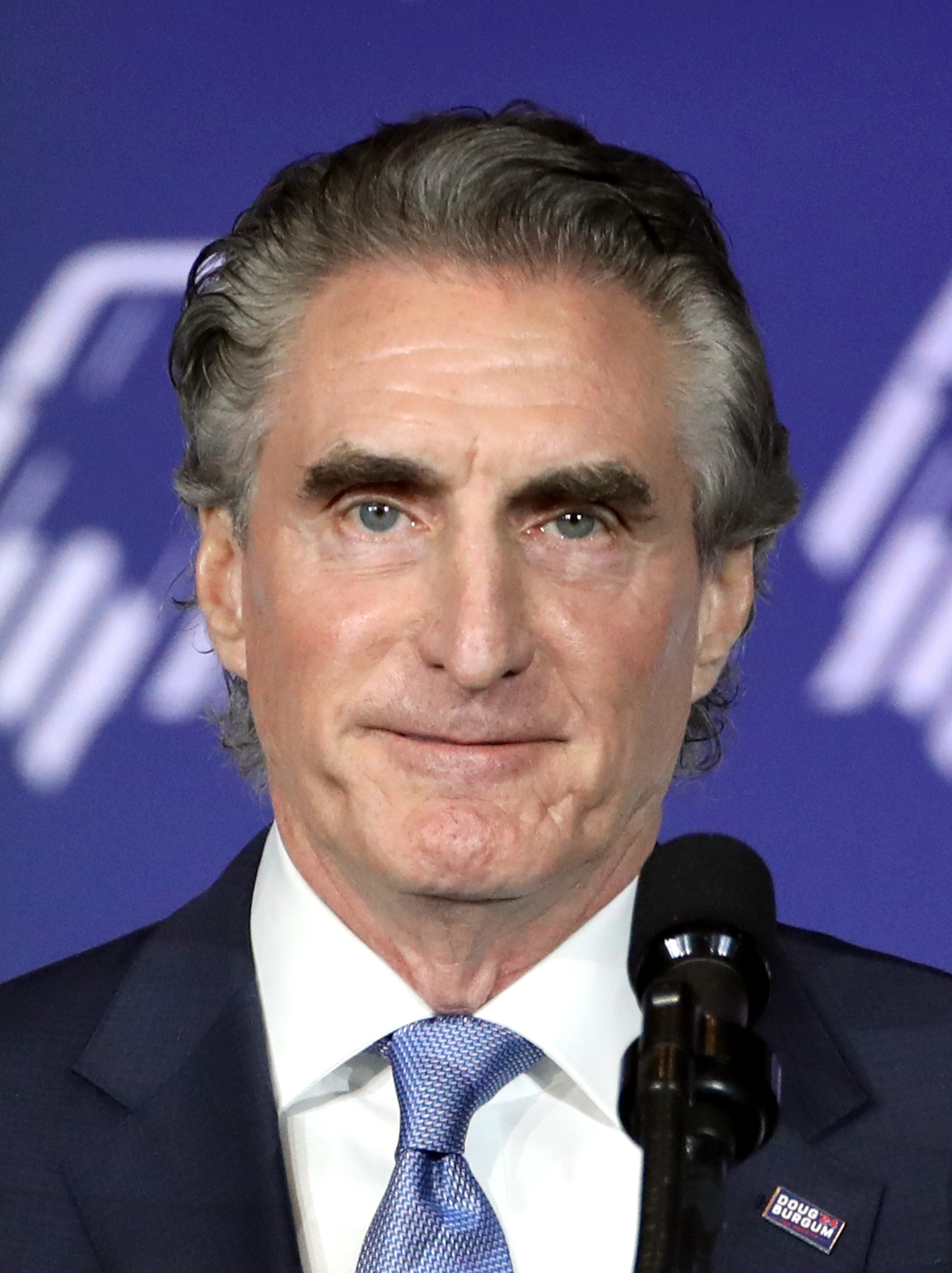
Doug Burgum (2023)

Douglas James „Doug“ Burgum (* 1. August 1956 in Arthur, North Dakota) ist ein US-amerikanischer Unternehmer und Politiker der Republikanischen Partei. Er war vom 15. Dezember 2016 bis 15. Dezember 2024 Gouverneur des US-Bundesstaats North Dakota. Seit dem 31. Januar 2025 amtiert Burgum als Innenminister der Vereinigten Staaten im Kabinett Trump II.

## Leben
Douglas „Doug“ Burgum studierte an der North Dakota State University und an der Stanford University Wirtschaftswissenschaften. 1983 wurde er Mitarbeiter des Softwareunternehmens Great Plains Software, dessen Präsident er 1984 wurde und das er 2001 an den US-Konzern Microsoft veräußerte. Bei Microsoft wurde er Kopf der Microsoft Business Solutions. Burgum gründete das Immobilienunternehmen Kilbourne Group und ist Mitgründer des Investmentunternehmens Arthur Ventures.

## Politik
Am 8. November 2016 gelang ihm als Nachfolger des republikanischen Gouverneurs Jack Dalrymple der Sieg bei den Gouverneurswahlen in North Dakota, wobei er sich mit 76,52 % zu 19,39 % gegen den Demokraten Marvin Nelson durchsetzte. Im November 2020 wurde er gegen die Demokratin Shelley Lenz mit 69,2 % zu 26,7 % für weitere vier Jahre gewählt. Am 6. Juni 2023 gab er seine Kandidatur für die Präsidentschaftswahl 2024 bekannt.
Am 4. Dezember 2023 beendete Burgum seine Teilnahme im Rennen um die Präsidentschaftskandidatur der Republikaner. Er hatte bis dahin rund 15 Millionen US-Dollar für die Kandidatur und den Wahlkampf aufgewendet. Davon kamen 12 Millionen US-Dollar aus seinem eigenen Vermögen. Während des Wahlkampfs hatte Burgum erklärt, nicht für eine Vizepräsidentschaft unter Trump zur Verfügung zu stehen.
Am 22. Januar 2024 gab er bekannt, nicht erneut als Gouverneur zu kandidieren. Danach begann Burgum die Kampagne zur Wiederwahl Donald Trumps zu unterstützen.
Am 14. November 2024 nominierte Donald Trump Doug Burgum als Innenminister für das Kabinett Trump II. Ende Januar 2025 wurde er vom US-Senat in dieser Position bestätigt und  trat sein Amt an.

## Auszeichnungen und Preise (Auswahl)
- 2009: Rough Rider Award[14]